# أرجالوس
أرجالوس (باليونانية: Ἄργαλος) حسب الميثولوجيا اليونانية هو ملك أسبرطة.

## وصلات خارجية
- بوسانياس، وصف اليونان (باللغة الإنجليزية)